# کارنوال کروز لاین
کارنوال کروز لاین (انگلیسی: Carnival Cruise Line) شرکت خدمات توریستی و گردشگری آمریکایی است، که در زمینه ارائه خدمات خطوط کشتی‌های کروز فعالیت می‌کند.
شرکت کارنوال کروز لاین در سال ۱۹۷۲ توسط تد آریسون راه‌اندازی شد و در حال حاضر شرکت تابعه‌ای از کارنوال کورپوریشن (بزرگترین اپراتور خطوط کشتی‌های کروز در جهان) محسوب می‌شود. دفتر مرکزی کارنوال کروز لاین در شهر میامی، ایالات متحده آمریکا مستقر می‌باشد.